# سرطان کیسه صفرا

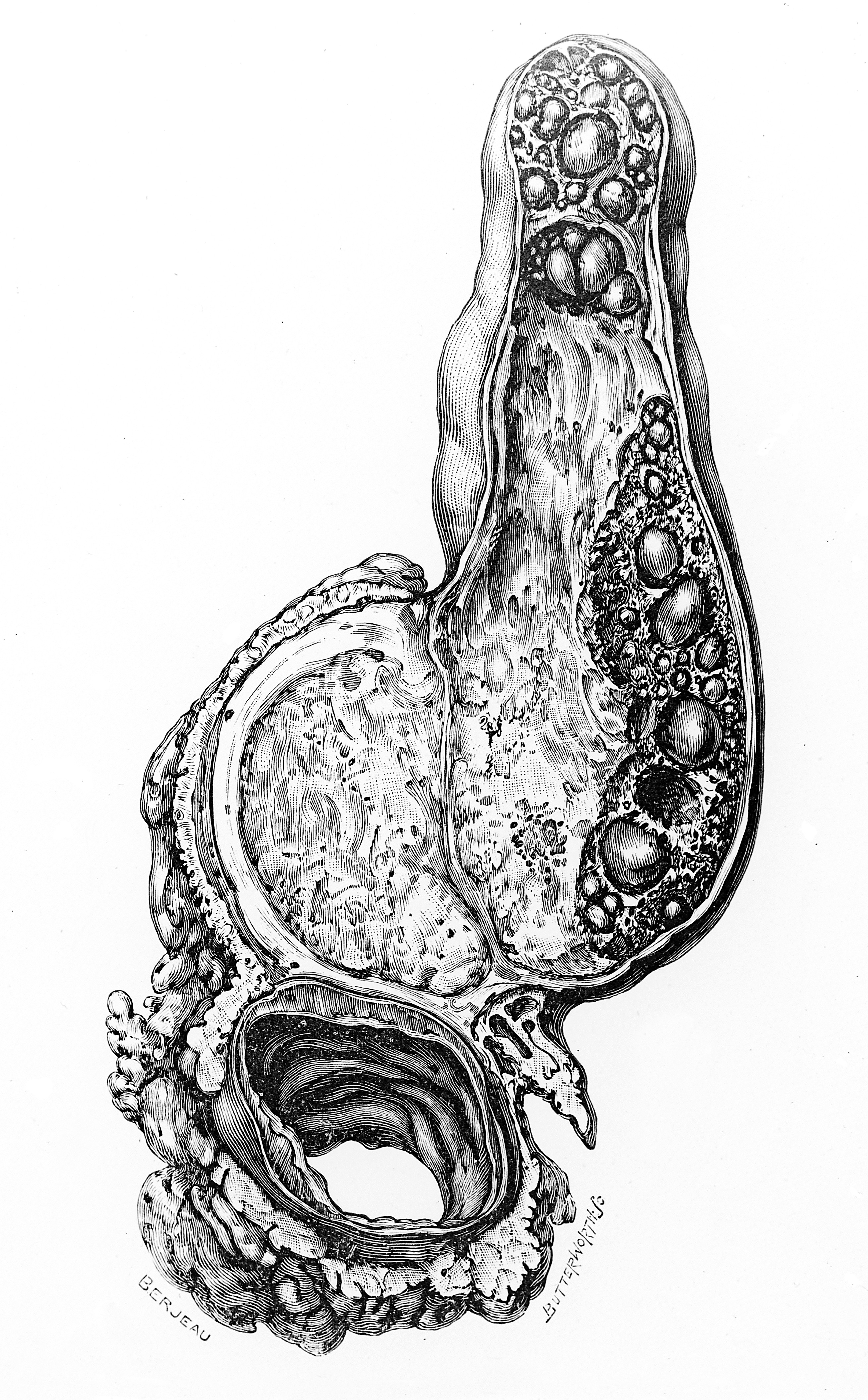
سرطان کیسه صفرا

سرطان کیسه صفرا یک سرطان نسبتاً غیر متداول است و کمتر از ۲ مورد در هر ۱۰۰۰۰۰ نفر در سال وجود دارد. این بیماری بخصوص در آمریکای مرکزی و جنوبی، اروپای مرکزی و شرقی، ژاپن و شمال هند رواج دارد. اگر به اندازه کافی زود تشخیص داده شود، می‌توان با برداشتن کیسه صفرا، بخشی از کبد و غدد لنفاوی مرتبط، آن را درمان کرد. بیشتر اوقات پس از بروز علائمی مانند درد شکم، زردی و استفراغ یافت می‌شود و در اندام‌های دیگر مانند کبد نیز گسترش یافته‌است. اگر بعد از شروع علائم سرطان پیدا شود، چشم‌انداز برای بهبودی ضعیف است و میزان بقای ۵ ساله آن نزدیک به ۳٪ است.

## علائم و نشانه‌ها
- درد مداوم در قسمت بالای شکم
- سوء هاضمه
- سوء هاضمه (گاز)
- استفراغ صفراوی
- ضعف
- از دست دادن اشتها
- کاهش وزن
- زردی و استفراغ

## درمان
شایع‌ترین و مؤثرترین روش درمانی، برداشتن جراحی کیسه صفرا با بخشی از کبد و گره‌های لنفاوی است. با این حال، با پیش آگهی بسیار ضعیف سرطان کیسه صفرا، اکثر بیماران طی یک سال از جراحی می‌میرند. اگر عمل جراحی امکان‌پذیر نباشد، استنت آندوسکوپی درخت صفراوی می‌تواند زردی را کاهش دهد و استنت در معده ممکن است استفراغ را تسکین دهد. شیمی درمانی و اشعه نیز ممکن است با جراحی استفاده شود. اگر سرطان کیسه صفرا بعد از کوله سیستکتومی برای بیماری سنگ (سرطان حادثه ای) تشخیص داده شود، عمل مجدد برای از بین بردن بخشی از غدد کبد و لنف در اکثر موارد لازم است. هنگامی که این کار در اسرع وقت انجام شود، بیماران بهترین فرصت زنده ماندن طولانی مدت و حتی درمان را دارند.